# Isoetes alcalophila
Isoetes alcalophila är en kärlväxtart som beskrevs av Halloy. Isoetes alcalophila ingår i släktet braxengräs, och familjen Isoetaceae. Inga underarter finns listade i Catalogue of Life.